# Kortenaken
Kortenaken este o comună în provincia Brabantul Flamand, în Flandra, una dintre cele trei regiuni ale Belgiei. Comuna este formată din localitățile Kortenaken, Hoeleden, Kersbeek-Miskom, Ransberg și Waanrode. Suprafața totală este de 49,06 km². Comuna Kortenaken este situată în zona flamandă vorbitoare de limba neerlandeză a Belgiei. La 1 ianuarie 2008 comuna avea o populație totală de 7.587 locuitori.
1. ↑  Crossroad Bank of Enterprises, accesat în 24 iulie 2023